# جون ليونغ
جون ليونغ (بالسويدية: Johan Ljung)‏ هو نحات سويدي، ولد في 1717، وتوفي في 1787.